# Dacus
Genre
Dacus est un genre d’insectes diptères de la famille des Tephritidae contenant de nombreuses espèces réparties en sous-genres.

## Liste des sous-genres
Selon BioLib (25 févr. 2015) :
- Dacus (Callantra) Walker, 1860
- Dacus (Dacus) Fabricius, 1805
- Dacus (Didacus) Collart, 1935
- Dacus (Leptoxyda) Macquart, 1835
- Dacus (Lophodacus) Collart, 1935
- Dacus (Metidacus) Munro, 1938
- Dacus (Psilodacus) Collart, 1935
- Dacus (Tythocalama) Munro, 1984

## Liste des espèces
Selon GBIF (30 décembre 2023) :
- Dacus abbabae Munro, 1933
- Dacus abditus (Munro, 1984)
- Dacus abruptus White & Goodger, 2009
- Dacus absonifacies (May, 1956)
- Dacus acutus White & Goodger, 2009
- Dacus adenae (Hering, 1940)
- Dacus adenionis (Munro, 1984)
- Dacus adustus Munro, 1948
- Dacus aequalis Coquillett, 1909
- Dacus africanus Adams, 1905
- Dacus alarifumidus Drew, 1989
- Dacus alatifuscatus Drew & Romig, 2022
- Dacus albiseta White & Goodger, 2009
- Dacus alulapictus Drew, 1989
- Dacus amberiens (Munro, 1984)
- Dacus ambliquus Munro, 1938
- Dacus ambonensis Drew & Hancock
- Dacus amphoratus (Munro, 1984)
- Dacus ancisus (Munro, 1984)
- Dacus ancoralis Leblanc & Doorenweerd, 2018
- Dacus andriae (Munro, 1984)
- Dacus annulatus Becker, 1903
- Dacus apectus White, 2006
- Dacus apicalis (Shiraki, 1933)
- Dacus apiculatus White, 2006
- Dacus apostata (Hering, 1937)
- Dacus apoxanthus Bezzi, 1924
- Dacus arabicus White, 2006
- Dacus arcuatus Munro, 1939
- Dacus armatus Fabricius, 1805
- Dacus aspilus Bezzi, 1924
- Dacus asteriscus Drew & Romig, 2022
- Dacus atrimarginatus White, 1998
- Dacus attenuatus Collart, 1935
- Dacus axanus (Hering, 1938)
- Dacus badius Drew, 1989
- Dacus bakingiliensis Hancock, 1985
- Dacus bannatus (Wang, 1990)
- Dacus basifasciatus (Hering, 1941)
- Dacus bellulus Drew & Hancock, 1981
- Dacus bequaerti Collart, 1935
- Dacus bidens (Curran, 1927)
- Dacus bimaculosus Drew & Romig, 2022
- Dacus binotatus Loew, 1862
- Dacus bioculatus (Bezzi, 1919)
- Dacus bispinosus (Wang, 1990)
- Dacus bistrigatus Loew, 1852
- Dacus bistrigulatus Bezzi, 1908
- Dacus bivittatus (Bigot, 1858)
- Dacus blepharogaster Bezzi, 1917
- Dacus bombastus Hering, 1941
- Dacus botianus (Munro, 1984)
- Dacus brevis Coquillett, 1901
- Dacus brevistriga Walker, 1861
- Dacus briani White, 2006
- Dacus brunnalis White & Goodger, 2009
- Dacus calirayae Drew & Hancock
- Dacus capillaris (Drew, 1972)
- Dacus carnesi (Munro, 1984)
- Dacus carvalhoi (Munro, 1984)
- Dacus ceropegiae (Munro, 1984)
- Dacus chamun (Munro, 1984)
- Dacus chapini Curran, 1927
- Dacus chiwira Hancock, 1985
- Dacus chrysomphalus (Bezzi, 1924)
- Dacus ciliatus Loew, 1862
- Dacus claricognatus (Munro, 1984)
- Dacus clinophlebs Hendel, 1928
- Dacus coenensis Royer & Hancock, 2012
- Dacus collarti Munro, 1938
- Dacus concolor Drew, 1989
- Dacus congoensis White, 2006
- Dacus conopsoides Meijere, 1911
- Dacus copelandi White, 2006
- Dacus crabroniformis (Bezzi, 1914)
- Dacus croceus Munro, 1957
- Dacus curvabilis Drew & Romig, 2022
- Dacus cuspidatus (Munro, 1984)
- Dacus cyathus (Munro, 1984)
- Dacus delicatus Munro, 1939
- Dacus deltatus White, 2006
- Dacus demmerezi (Bezzi, 1917)
- Dacus destillatorius (Bezzi, 1916)
- Dacus devure Hancock, 1985
- Dacus diastatus Munro, 1984
- Dacus discophorus (Hering, 1956)
- Dacus discors Drew, 1989
- Dacus discretus Drew & Romig, 2013
- Dacus disjunctus (Bezzi, 1915)
- Dacus dissimilis Drew, 1989
- Dacus donggaliae Drew & Romig, 2013
- Dacus dorjii Drew & Romig, 2007
- Dacus dubisitatus Munro, 1984
- Dacus durbanensis Munro, 1935
- Dacus eclipsis (Bezzi, 1924)
- Dacus elatus White, 2006
- Dacus elegans (Munro, 1984)
- Dacus elutissimus Bezzi, 1924
- Dacus eminus Munro, 1939
- Dacus engoninus (Munro, 1984)
- Dacus erythraeus Bezzi, 1917
- Dacus esakii (Shiraki, 1939)
- Dacus etiennellus Munro, 1984
- Dacus eumenoides (Bezzi, 1916)
- Dacus externellus (Munro, 1984)
- Dacus famona Hancock, 1985
- Dacus fasciolatus Collart, 1940
- Dacus feijeni White, 1998
- Dacus ficicola Bezzi, 1915
- Dacus fissuratus White, 2006
- Dacus flavicrus Graham, 1910
- Dacus fletcheri Drew & Romig, 2007
- Dacus fonsicanus (Munro, 1984)
- Dacus formosanus (Tseng & Chu, 1983)
- Dacus freidbergi (Munro, 1984)
- Dacus frontalis Becker, 1922
- Dacus fumosus Collart, 1935
- Dacus fuscatus Wiedemann, 1819
- Dacus fuscinervis (Malloch, 1932)
- Dacus fuscovittatus Graham, 1910
- Dacus gabonensis White, 2006
- Dacus ghesquierei Collart, 1935
- Dacus goergeni De Meyer, White & Goodger, 2013
- Dacus guineensis Hering, 1944
- Dacus gypsoides Munro, 1933
- Dacus haikouensis Wang & Chen, 2002
- Dacus hainanus Wang & Zhao, 1989
- Dacus hamatus Bezzi, 1917
- Dacus hapalus (Munro, 1984)
- Dacus hardyi Drew, 1979
- Dacus hargreavesi Munro, 1939
- Dacus herensis (Munro, 1984)
- Dacus humeralis (Bezzi, 1915)
- Dacus hyalobasis Bezzi, 1924
- Dacus iaspideus Munro, 1948
- Dacus icariiformis (Enderlein, 1920)
- Dacus ihai (Shiraki, 1968)
- Dacus ikelenge Hancock, 1985
- Dacus impar Drew, 1989
- Dacus inclytus (Munro, 1984)
- Dacus indecorus (Hardy, 1974)
- Dacus infernus (Hardy, 1973)
- Dacus inflatus Munro, 1939
- Dacus inopinus Munro, 1948
- Dacus inornatus Bezzi, 1908
- Dacus insolitus White & Goodger, 2009
- Dacus insulosus Drew & Hancock
- Dacus interjectus (Munro, 1984)
- Dacus jacobi David & Sachin, 2020
- Dacus jubatus (Munro, 1984)
- Dacus kakamega White, 2006
- Dacus kampalensis (Munro, 1984)
- Dacus kaplanae White & Goodger, 2009
- Dacus kariba Hancock, 1985
- Dacus keiseri (Hering, 1956)
- Dacus kreeriae Drew & Romig, 2022
- Dacus kurrensis White & Goodger, 2009
- Dacus lagunae Drew & Hancock
- Dacus lalokiae Drew & Romig, 2022
- Dacus langi Curran, 1927
- Dacus leongi Drew & Hancock
- Dacus linearis Collart, 1935
- Dacus longicornis Wiedemann, 1830
- Dacus longistylus Wiedemann, 1830
- Dacus lotus (Bezzi, 1924)
- Dacus lounsburyii Coquillett, 1901
- Dacus luteovittatus White & Goodger, 2009
- Dacus macer Bezzi, 1919
- Dacus maculipterus White, 1998
- Dacus madagascarensis White, 2006
- Dacus madagascariensis White, 2006
- Dacus magnificus White & Goodger, 2009
- Dacus maprikensis Drew, 1989
- Dacus marshalli Bezzi, 1924
- Dacus mayi (Drew, 1972)
- Dacus maynei Bezzi, 1924
- Dacus mediovittatus White, 2006
- Dacus meladassus (Munro, 1984)
- Dacus melanaspis (Munro, 1984)
- Dacus melanohumeralis Drew, 1989
- Dacus melanopectus Drew & Romig, 2013
- Dacus merzi White, 2006
- Dacus mirificus (Munro, 1984)
- Dacus mochii Bezzi, 1917
- Dacus momordicae (Bezzi, 1915)
- Dacus mulgens Munro, 1932
- Dacus munroi (Zaka-ur-Rab, 1961)
- Dacus murphyi White, 1998
- Dacus nairobensis White, 2006
- Dacus namibiensis Hancock & Drew, 2001
- Dacus nanggalae Drew & Hancock
- Dacus nanus Collart, 1940
- Dacus neosignatifrons Drew & Romig, 2022
- Dacus nepalensis (Hardy, 1964)
- Dacus newmani (Perkins, 1937)
- Dacus nigriscutatus White, 2006
- Dacus nigrolateris White, 2006
- Dacus nigrolobus Drew & Romig, 2022
- Dacus notalaxus Munro, 1984
- Dacus nummularius (Bezzi, 1916)
- Dacus obesus Munro, 1948
- Dacus okumuae White, 2006
- Dacus ooii Drew & Hancock
- Dacus opacatus Munro, 1948
- Dacus opinatus Munro, 1956
- Dacus ortholomatus Hardy, 1982
- Dacus ostiofaciens Munro, 1932
- Dacus pallidilatus Munro, 1948
- Dacus palmerensis Drew, 1989
- Dacus pamelae (Munro, 1984)
- Dacus panpyrrhus (Munro, 1984)
- Dacus partus (Munro, 1984)
- Dacus parvimaculatus White, 2006
- Dacus pecropsis Munro, 1984
- Dacus pedunculatus (Bezzi, 1916)
- Dacus pergulariae Munro, 1938
- Dacus persicus Hendel, 1927
- Dacus petioliformus (May, 1956)
- Dacus phantoma Hering, 1941
- Dacus phimis (Munro, 1984)
- Dacus phloginus (Munro, 1984)
- Dacus pictus (Hardy, 1970)
- Dacus pintadus (Munro, 1984)
- Dacus plagiatus Collart, 1935
- Dacus pleuralis Collart, 1935
- Dacus polistiformis (Senior-White, 1922)
- Dacus pseudapostata White & Goodger, 2009
- Dacus pseudomirificus White & Goodger, 2009
- Dacus pulchralis White, 2006
- Dacus pullescens Munro, 1948
- Dacus pullus (Hardy, 1982)
- Dacus punctatifrons Karsch, 1887
- Dacus purpurifrons Bezzi, 1924
- Dacus purus (Curran, 1927)
- Dacus pusillator (Munro, 1984)
- Dacus pusillus (May, 1965)
- Dacus quadristriatus (Munro, 1984)
- Dacus quilicii White, 2006
- Dacus radmirus Hering, 1941
- Dacus ramanii Drew & Hancock
- Dacus retextus Munro, 1948
- Dacus rubicundus Bezzi, 1924
- Dacus rufoscutellatus (Hering, 1937)
- Dacus rufus Bezzi, 1915
- Dacus rugatus (Munro, 1984)
- Dacus ruslan (Hering, 1941)
- Dacus rutilus Munro, 1948
- Dacus sakeji Hancock, 1985
- Dacus santongae Drew & Hancock
- Dacus satanas (Hering, 1939)
- Dacus scaber Loew, 1862
- Dacus schoutedeni Collart, 1935
- Dacus secamoneae Drew, 1989
- Dacus segunii White, 2006
- Dacus seguyi (Munro, 1984)
- Dacus semisphaereus Becker, 1903
- Dacus senegalensis White & Goodger, 2009
- Dacus serratus (Munro, 1984)
- Dacus setilatens Munro, 1984
- Dacus sexmaculatus Walker, 1871
- Dacus siamensis Drew & Hancock
- Dacus sicatoluteus (Munro, 1984)
- Dacus signatifrons (May, 1956)
- Dacus siliqualactis Munro, 1939
- Dacus sinensis (Wang, 1990)
- Dacus smieroides (Walker, 1860)
- Dacus solomonensis Malloch, 1939
- Dacus spec De Meyer, White & Goodger, 2013
- Dacus sphaeristicus Speiser, 1910
- Dacus sphaeroidalis (Bezzi, 1916)
- Dacus sphaerostigma (Bezzi, 1924)
- Dacus spissus Munro, 1984
- Dacus stentor Munro, 1929
- Dacus stylifer (Bezzi, 1919)
- Dacus subsessilis (Bezzi, 1919)
- Dacus succaelestis Itō, 2011
- Dacus taui Drew & Romig, 2001
- Dacus taurus Munro, 1937
- Dacus telfaireae (Bezzi, 1924)
- Dacus temnopterus Bezzi, 1928
- Dacus tenebricus Munro, 1938
- Dacus tenebrosus Drew & Hancock
- Dacus theophrastus Hering, 1941
- Dacus transitorius Collart, 1935
- Dacus transversalis White & Goodger, 2009
- Dacus triater Munro, 1937
- Dacus trigonus Bezzi, 1919
- Dacus trimaculus (Wang, 1990)
- Dacus triquetrus Drew & Romig, 2013
- Dacus tubatus Munro, 1948
- Dacus umbeluzinus (Munro, 1984)
- Dacus umbrilatus Munro, 1938
- Dacus umehi White, 2006
- Dacus unicolor (Hendel, 1927)
- Dacus unifasciatus (Hardy, 1982)
- Dacus vansomereni Munro, 1938
- Dacus velutifrons White & Goodger, 2009
- Dacus venetatus Munro, 1939
- Dacus verecundus Collart, 1940
- Dacus vertebratus Bezzi, 1908
- Dacus vespiformis (Hendel, 1927)
- Dacus vespoides (Doleschall, 1858)
- Dacus vestigivittatus White & Goodger, 2009
- Dacus viator Munro, 1939
- Dacus vijaysegarani Drew & Hancock
- Dacus viraktamathi David & Hancock, 2020
- Dacus vittatus (Hardy, 1974)
- Dacus wallacei White, 1998
- Dacus woodi Bezzi, 1917
- Dacus xanthaspis (Munro, 1984)
- Dacus xanthinus White & Goodger, 2009
- Dacus xanthopterus (Bezzi, 1915)
- Dacus xanthopus Bezzi, 1924
- Dacus yangambinus Munro, 1984
- Dacus yaromi White & Goodger, 2009
- Dacus yemenensis White, 2006
- Dacus zavattarianus (Hering, 1952)
- Dacus zavattarii (Hering, 1952)

## Systématique
Le nom valide complet (avec auteur) de ce taxon est Dacus Fabricius, 1805.
Dacus a pour synonymes :
- Ancylodacus Munro, 1984
- Desmodacus Munro, 1984
- Dorylodacus Munro, 1984
- Neodacus Perkins, 1937
- Rhamphodacus Munro, 1984
- Tridacus Bezzi, 1915
- Tythocalama Munro, 1984